# 尾野俊二
尾野 俊二（おの しゅんじ、1950年6月28日 -  ）は、日本の経営者。みなと銀行頭取を務めた。

## 来歴・人物
兵庫県出身。1973年に神戸大学経済学部を卒業し、同年に神戸銀行に入行した。2006年4月に三井住友銀行取締役に就任し、2007年6月にみなと銀行副頭取を経て、2010年6月には頭取に就任。2016年4月から2018年4月までに会長を務めた。